# 薩爾達傳說 織夢島
《薩爾達傳說 織夢島》（副标题旧译），是1993年任天堂情報開發本部开发并由任天堂发行的Game Boy平台动作冒险游戏。它是“薩爾達傳說系列”第四作，也是为攜帶型遊戲機开发的系列第一作。
2019年9月20日，任天堂於任天堂Switch推出重製版本的《塞尔达传说 织梦岛》。

## 開發
《薩爾達傳說 织梦岛》最初是作为《薩爾達傳說 眾神的三角神力》携带版，由任天堂成员在业余时间开发的。在手塚卓志的监督下，《薩爾達傳說 织梦岛》发展成一个独立的开发项目，小泉歡晃和田邊賢輔负责编写剧情和脚本。本作是极少数几个故事没有发生在传说中的海拉鲁王国大陆的塞尔达游戏，而且也没有塞尔达公主这个标志性人物和三角力量遗迹。故事开始，主角林克被困在了由“風魚”守护的可湖霖岛。游戏的目标是找到八件乐器，唤醒風魚，让它离开可湖霖岛。途中，玩家操纵林克与怪兽战斗，解决谜题。
《塞尔达传说 织梦岛》是一款既叫好又叫座的游戏作品。评论家称赞游戏的剧情深度和诸多特色，而不满则集中在它的操作方式和单色画面。1998年，任天堂发布了面向Game Boy Color的复刻作品《塞尔达传说 织梦岛DX》，由于GBC的机能提升，画面升级为彩色，兼容GB打印機，还拥有独特的彩色迷宫设计。两个版本在全球范围内总计销售超过600万份，出现在多种游戏杂志的“史上最佳游戏”榜单中。

## 概述

### 世界观及角色
本作與其他塞尔达作品的最大不同，在於故事并不是发生在海拉鲁王国。除了主角仍为林克，并且简单提及了塞尔达公主之外，并没有出现前作中的地点和人物角色。整个剧情都发生在可湖霖岛——被世界遗忘的孤单大陆。可湖霖岛虽然小，但是隐藏着数不清的秘密，还有互相连接的通道。
在本作中，NPC为玩家提供建议和指导，比如腼腆的烏魯里拉爺爺会和林克用电话交流。游戏中出现了很多来自其他作品的客串角色，如瑪穆（《夢工廠悸動恐慌》的最終boss）、耀西、卡比、Super Famicom版《模拟城市》中的人物「萊特博士」、《鐘為青蛙而鳴》中的流浪王子理查德。超级马力欧系列的常见怪物“栗宝宝”在某个程序员给林克加上“抓住怪物并带它散步”的能力后也登场了。游戏中的某些角色打破了戏剧中“第四面墻”理论：例如，游戏中的孩子会告诉玩家一些游戏技巧如保存游戏，但他们又称不懂给出的这些建议。

### 剧情
经历过《塞尔达传说 众神的三角力量》中的种种磨练后，主角林克环游世界，进行着更加艰苦的修行。乘坐的船只不幸遇上海上风暴，他被冲到了可湖霖岛的沙滩上。塔林和他的女儿瑪林救了林克，把他带回了家。瑪林是一名天真的少女，故事中她对林克产生了情愫，并因此对可湖霖岛外面的世界产生了憧憬。她告诉林克，如果她是一只海鸥，她会飞出可湖霖岛，飞过大海。林克找回他的剑之后，一只神秘的猫头鹰告诉他，如果他想离开可湖霖岛，就必须唤醒可湖霖岛的守护者風魚。風魚沉睡在塔马兰奇山顶的巨蛋中，只有集齐塞壬的八件乐器才能唤醒它。林克踏上了寻找乐器之旅，而岛上的怪兽们不断地试图阻止林克摧毁它们的世界。
林克挑战完可湖霖岛的八个洞窟，集齐八件乐器之后，终于登上塔马兰奇山顶，奏响了“風魚之歌”。風魚沉睡的巨蛋裂开了，林克进入巨蛋，挑战最后的大魔王——以林克过去的敌人加儂多夫和其他怪物形象出的梦魇。它的最终形态是“DethI”，拥有两只触手的独眼巨人。林克战胜最终Boss后，風魚告诉林克，可湖霖岛的一切只是林克的一场梦。林克再次奏响了“風魚之歌”，可湖霖岛和它所有的居民都缓缓消散了。林克醒来，发现自己躺在大海中漂浮的木头上，風魚正从他头顶飞过。
如果玩家在战斗中從來都没有死亡，在游戏结束后，可以看到飞翔的瑪林。

## 相關作品

### 織夢島DX
《薩爾達傳說 織夢島DX》为Game Boy Color的移植版本，與原作相隔5年，在1998年12月12日於日本、12月15日於北美發售。
在《DX》版中地圖中追加了照相屋及各地的劇情事件，會透過照相屋負責人拍攝得到各式當下照片，令到事件刻劃更為豐富。本作品為作為面向Game Boy Color的重製與復刻向作品，當中遊戲的內容兼容GB打印機功能，針對GBC機能上的提升將畫面升至彩色，並且對比原作擁有獨特的彩色迷宫設計展現於遊戲中。

### 重製遊戲（任天堂Switch）
任天堂Switch重製版《薩爾達傳說 織夢島》與原作相距超過25年，2019年2月14日的任天堂直面會公佈該遊戲睽違26年後於任天堂Switch上完全重製，並預計於同年內發售。視角方面維持原作的俯視，畫面則以黏土風格的3D的形式呈現。游戏由制作过多部《塞尔达传说》系列重製作品的Grezzo参与开发。於2019年6月12日E3 2019的任天堂直面會上公開遊戲將於同年9月20日發售。

## 外部連結
- Official website-Gameboy原版官方網頁（页面存档备份，存于） （日語）
- Official website (DX version)-GameboyColor復刻DX版官方網頁（页面存档备份，存于） （日語）
- Link's Awakening page at Zelda.com